# Pyrausta conversalis
Pyrausta conversalis là một loài bướm đêm trong họ Crambidae.